# کودتای ۱۹۴۴ بلغارستان
کودتای ۱۹۴۴ بلغارستان (بلغاری: Деветосепте، мврийски преврат، آوانگاری: Devetoseptemvriyski prevrat) یا کودتای ۹ سپتامبر تغییر اجباری دولت پادشاهی بلغارستان بود که در آستانه ۹ سپتامبر ۱۹۴۴ انجام شد.